# Аппиндангое, Аарон
Аарон Кристофер Билли Онделе Аппиндангое (фр. Aaron Christopher Billy Ondélé Appindangoyé; 20 февраля 1992, Франсвиль, Габон) — габонский футболист, защитник турецкого клуба «Коджаэлиспор» и сборной Габона.

## Карьера

### Клубная
Аарон начал профессиональную карьеру в клубе «105 Либревиль», затем перешёл в «Мунану» из одноимённого города. Аппиндангое стал чемпионом Габона в сезоне 2011/12 и обладателем кубка страны в 2013.
В январе 2015 года защитник перешёл в португальскую «Боавишту». Первую игру в новом клубе Аарон провёл 8 марта 2015 года против «Витории» из Гимарайнша.
В августе 2015 года Аарон на правах аренды присоединился к французскому «Эвиану». Дебютную встречу в Лиге 2 защитник провёл 29 августа против «Меца».
В 2016 году присоединился в состав клуба «Лаваль». Сыграл за команду 20 матчей в национальном чемпионате.
В 2017 году заключил контракт с турецким «Умраниеспором». В 2019 году стал игроком «Сивасспора».

### В сборной
В сборной Габона защитник дебютировал в 2012 году в товарищеской встрече со сборной Португалии.
В январе 2015 года Аппиндангое вошёл в окончательный состав сборной Габона на Кубок африканских наций 2015. На африканском первенстве Аарон сыграл в двух матчах группового этапа.
| Матчи Аарона Аппиндангое за сборную Габона | Матчи Аарона Аппиндангое за сборную Габона | Матчи Аарона Аппиндангое за сборную Габона                     | Матчи Аарона Аппиндангое за сборную Габона | Матчи Аарона Аппиндангое за сборную Габона | Матчи Аарона Аппиндангое за сборную Габона | Матчи Аарона Аппиндангое за сборную Габона         |
| №                                          | Дата                                       | Место проведения                                               | Соперник                                   | Счёт                                       | Голы                                       | Соревнование                                       |
| ------------------------------------------ | ------------------------------------------ | -------------------------------------------------------------- | ------------------------------------------ | ------------------------------------------ | ------------------------------------------ | -------------------------------------------------- |
| 1                                          | 14 ноября 2012                             | Стад Омар Бонго, Либревиль, Габон                              | Португалия                                 | 2:2                                        | —                                          | Товарищеский матч                                  |
| 2                                          | 10 января 2013                             | Сауд бин Абдулрахман, Эль-Вакра, Катар                         | Тунис                                      | 1:1                                        | —                                          | Товарищеский матч                                  |
| 3                                          | 15 января 2013                             | Саида Интернэшнл Стэдиум, Сайда, Ливан                         | Ливан                                      | 1:0                                        | —                                          | Товарищеский матч                                  |
| 4                                          | 23 марта 2013                              | Муниципальный стадион Пуэнт-Нуар, Пуэнт-Нуар, Республика Конго | Республика Конго                           | 0:1                                        | —                                          | Чемпионат мира по футболу 2014 (отборочный турнир) |
| 5                                          | 8 июня 2013                                | Стад де Франсвиль, Франсвиль, Габон                            | Республика Конго                           | 0:0                                        | —                                          | Чемпионат мира по футболу 2014 (отборочный турнир) |
| 6                                          | 15 июня 2013                               | Стад де Франсвиль, Франсвиль, Габон                            | Нигер                                      | 4:1                                        | —                                          | Чемпионат мира по футболу 2014 (отборочный турнир) |
| 7                                          | 28 июля 2013                               | Камерун                                                        | Камерун                                    | 0:1                                        | —                                          | Чемпионат африканских наций 2014. Квалификация     |
| 8                                          | 28 июля 2013                               | Стад Агустин Монедан де Сибанг, Либревиль, Габон               | Камерун                                    | 1:0 (по пен. 6:5)                          | —                                          | Чемпионат африканских наций 2014. Квалификация     |
| 9                                          | 14 августа 2013                            | Эстадиу ду Реал, Келуз, Португалия                             | Кабо-Верде                                 | 1:1                                        | —                                          | Товарищеский матч                                  |
| 10                                         | 7 января 2014                              | Ранд Стэдиум, Йоханнесбург, ЮАР                                | Зимбабве                                   | 0:2                                        | —                                          | Товарищеский матч                                  |
| 11                                         | 14 января 2014                             | Питер Мокаба, Полокване, ЮАР                                   | Бурунди                                    | 0:0                                        | —                                          | Чемпионат африканских наций 2014                   |
| 12                                         | 18 января 2014                             | Питер Мокаба, Полокване, ЮАР                                   | ДР Конго                                   | 1:0                                        | —                                          | Чемпионат африканских наций 2014                   |
| 13                                         | 22 января 2014                             | Фри-Стейт, Блумфонтейн, ЮАР                                    | Мавритания                                 | 4:2                                        | 2:2                                        | Чемпионат африканских наций 2014                   |
| 14                                         | 26 января 2014                             | Питер Мокаба, Полокване, ЮАР                                   | Ливия                                      | 1:1 (по пен. 4:2)                          | —                                          | Чемпионат африканских наций 2014                   |
| 15                                         | 5 марта 2014                               | Стад де Марракеш, Марракеш, Марокко                            | Марокко                                    | 1:1                                        | —                                          | Товарищеский матч                                  |
| 16                                         | 27 июля 2014                               | Стад Агустин Монедан де Сибанг, Либревиль, Габон               | Руанда                                     | 0:1                                        | —                                          | Товарищеский матч                                  |
| 17                                         | 21 января 2015                             | Стадион в Бата, Бата, Экваториальная Гвинея                    | Республика Конго                           | 0:1                                        | —                                          | Кубок африканских наций 2015                       |
| 18                                         | 25 января 2015                             | Стадион в Бата, Бата, Экваториальная Гвинея                    | Экваториальная Гвинея                      | 0:2                                        | —                                          | Кубок африканских наций 2015                       |

Итого: 18 матчей / 1 гол; 4 победы, 7 ничьих, 7 поражений.

## Достижения
«Мунана»
- Чемпион Габона: 2011/12
- Обладатель Кубка Габона: 2013